# Ernst Manker
Ernst Mauritz Manker (Tjörn, 20 de março de 1893 - 1 de fevereiro de 1972) foi um antropólogo e  etnógrafo sueco, conhecido por seu trabalho junto ao povo lapão, presente na Lapônia.

## Carreira
Mamker formou-se na Universidade de Gotemburgo em 1924 com especialização em etnografia e seu primeiro trabalho foi no Museu de Etnografia de Estocolmo, onde estudou culturas africanas.
A partir do final dos anos 20, começou a estudar os lapões presentes nas regiões mais interioranas da Lapônia, a historia em geral, cultura musical e dança.